# Loveland (Iowa)
Loveland es un lugar designado por el censo ubicado en el condado de Pottawattamie en el estado estadounidense de Iowa. En el Censo de 2010 tenía una población de 35 habitantes y una densidad poblacional de 214,5 personas por km².

## Geografía
Loveland se encuentra ubicado en las coordenadas 41°29′51″N 95°53′28″O / 41.49750, -95.89111. Según la Oficina del Censo de los Estados Unidos, Loveland tiene una superficie total de 0.16 km², de la cual 0.16 km² corresponden a tierra firme y (0%) 0 km² es agua.

## Demografía
Según el censo de 2010, había 35 personas residiendo en Loveland. La densidad de población era de 214,5 hab./km². De los 35 habitantes, Loveland estaba compuesto por el 100% blancos, el 0% eran afroamericanos, el 0% eran amerindios, el 0% eran asiáticos, el 0% eran isleños del Pacífico, el 0% eran de otras razas y el 0% pertenecían a dos o más razas. Del total de la población el 0% eran hispanos o latinos de cualquier raza.